# Фессель, Николь
Николь Фессель (нем. Nicole Fessel; род. 19 марта 1983, Анвайлер-на-Трифельсе, Южный Вайнштрассе) — немецкая лыжница, бронзовый призёр Олимпийских игр 2014 года в лыжной эстафетной гонке, призёрка этапов Кубка мира. Универсал, одинаково успешно выступает и в спринтерских и в дистанционных гонках.

## Карьера
В Кубке мира Фессель дебютировала в 2002 году, в январе 2009 года впервые попала в тройку лучших на этапе Кубка мира. Всего на сегодняшний момент имеет 2 попадания в тройку лучших на этапах Кубка мира, оба командных соревнованиях, в личных гонках несколько раз была 4-й. Лучшим достижением Фессель в общем итоговом зачёте Кубка мира является 36-е место в сезоне 2006-07.
На Олимпиаде-2006 в Турине показала следующие результаты: масс-старт 30 км - 48-е место, спринт - 31-е место.
На Олимпиаде-2010 в Ванкувере стартовала в двух гонках: спринт - 17-е место, дуатлон 7,5+7,5 км - 22-е место.
На олимпиаде-2014 в Сочи выиграла бронзовую медаль в эстафетной гонке.
За свою карьеру принимала участие в трёх чемпионатах мира, лучший результат 15-е места в спринте на чемпионатах 2007 и 2009 годов.
Использует лыжи производства фирмы Rossignol.